# Kazimierz Brodziński

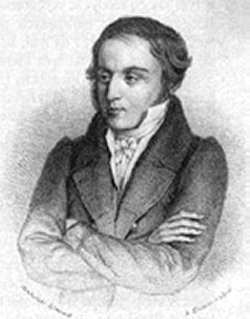
Kazimierz Brodziński

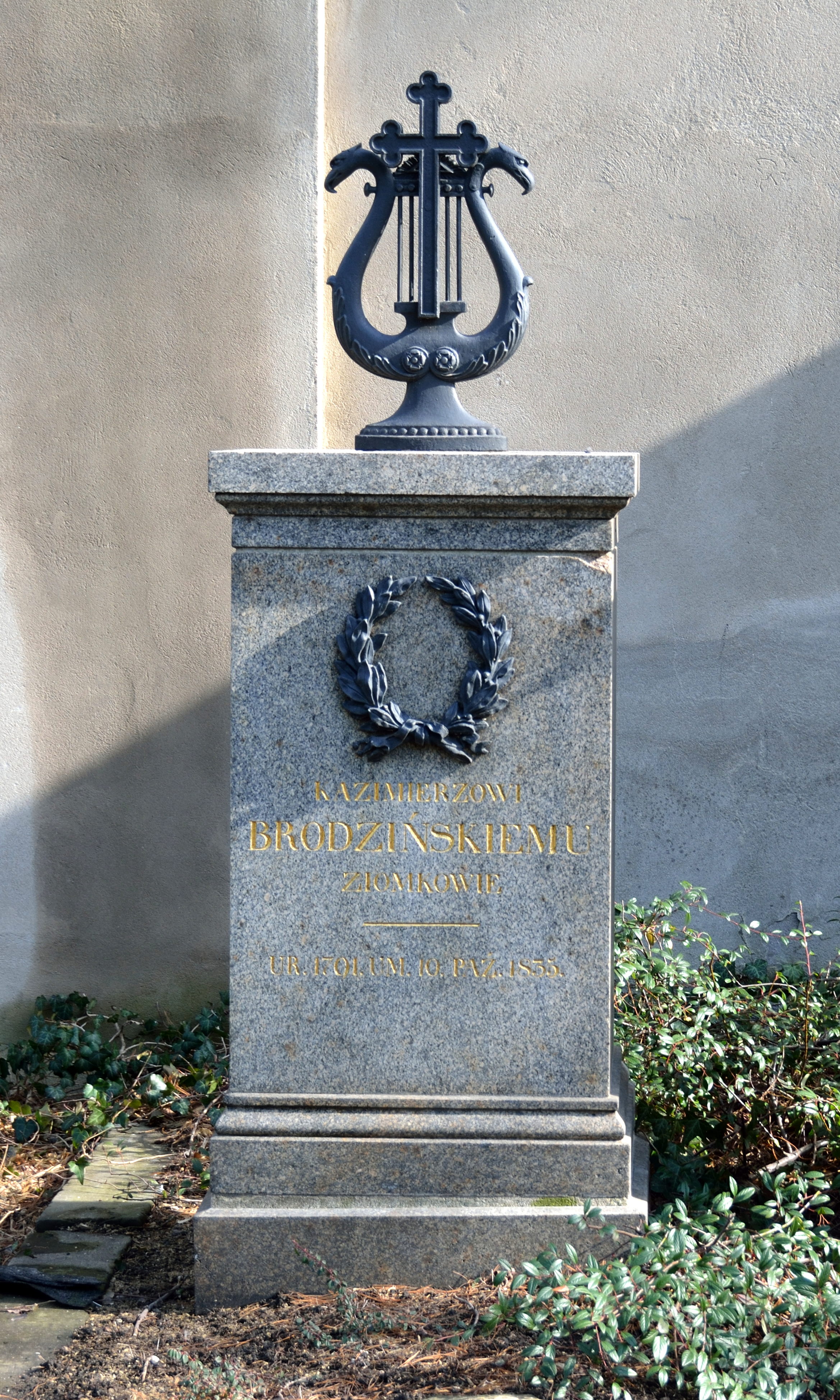
Grabmal des Dichters auf dem Alten Katholischen Friedhof in Dresden

Kazimierz Brodziński ([bro'dzjinjski]; * 8. März 1791 in Królówka, Kleinpolen; † 10. Oktober 1835 in Dresden) war ein polnischer Dichter und Übersetzer.

## Leben
Kazimierz Brodziński gilt als ein Vorläufer der polnischen Romantik. Sein Schaffen stand unter dem Einfluss Johann Gottfried Herders. In dem damals mit Litauen politisch verbundenen Polen hatte der Folkloresammler Kazimierz Brodziński schon 1820 polnische Versionen von litauischen Volksliedern aus Herders Sammlung veröffentlicht; er wurde schließlich sogar der „polnische Herder“ genannt. Er übersetzte Goethe in die polnische Sprache. 1820 entstand sein Bauernepos „Wiesław“.
Brodziński fand seine letzte Ruhe in einer Doppelgrabstätte mit seinem ebenfalls im sächsischen Exil lebenden Landsmann General Stanisław von Skarbek-Woyczyński auf dem Alten Katholischen Friedhof in Dresden.

## Werke (deutsch)
- Wjesław. Eine Idylle. Posen 1867. 51 S.